# Лужаны (станция)

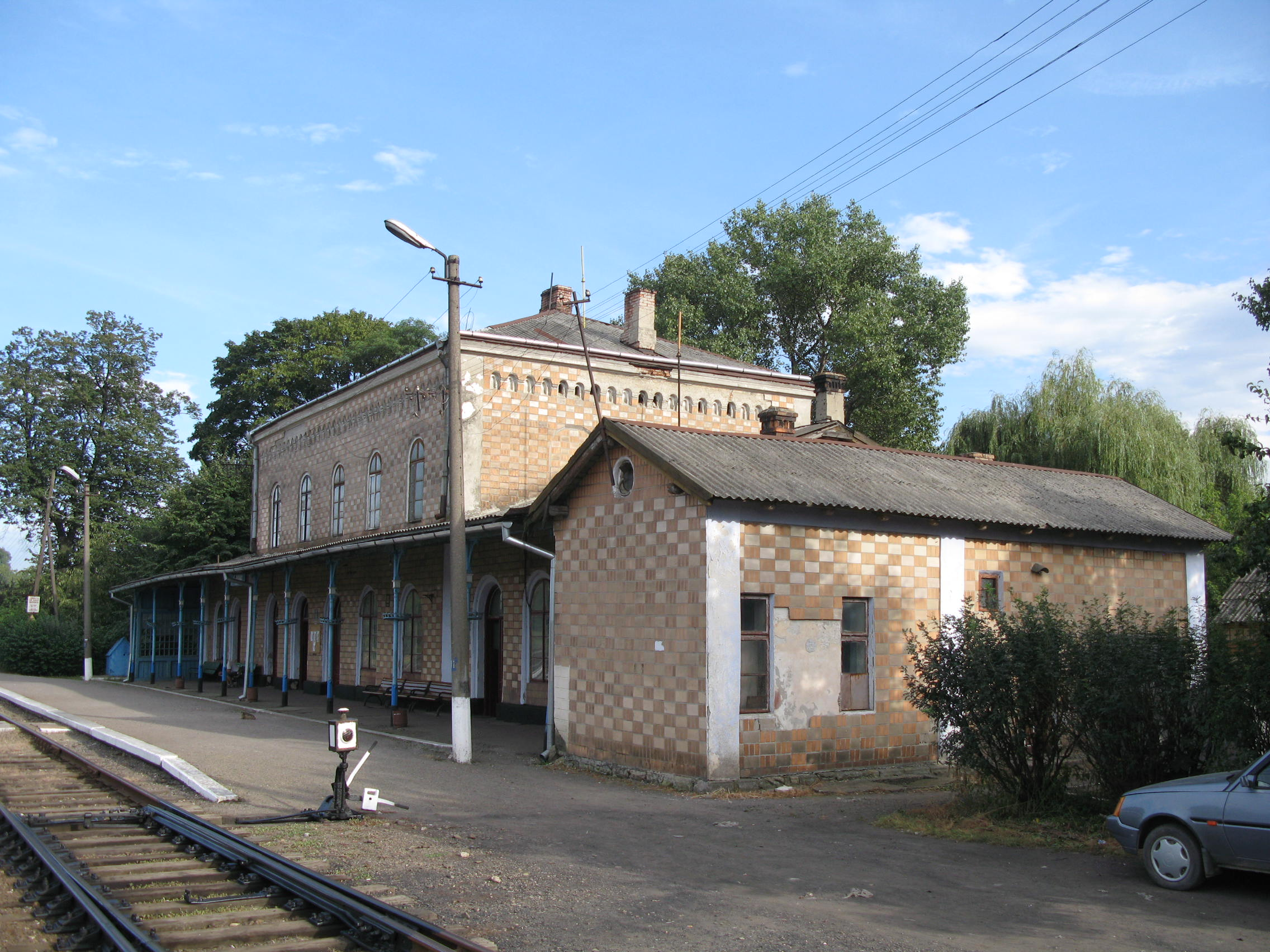
Станция Лужаны

Лужаны — узловая железнодорожная станция Ивано-Франковской дирекции Львовской железной дороги. Расположена на скрещении линий на Стефанешты (ближайшая станция — Кицмань, в 11 км), Коломыю (ближайшая станция — Неполоковцы, в 9 км) и Черновцы (ближайшая станция — разъезд Мамаевцы, в 5 км).
Станция находится в поселке Лужаны Черновицкой области.

## История
Станция открыта в 1866 году, когда территория Буковины входила в состав Земель австрийской короны в Австро-Венгерской империи. Существующее двухэтажное здание вокзала было построено в 1902 году австрийцами и напоминает типичный европейский особняк начала XX века.

## Пассажирское сообщение по станции
На станции останавливаются только пригородные поезда, следующие от станции Черновцы до конечных станций Коломыя, Стефанешты и Вижница и обратно.